# Eduardo Enrique Rodríguez
Eduardo Enrique Rodríguez (20 de mayo de 1918; Santa Fe, Argentina - 25 de marzo de 2000; La Plata, Argentina) fue un exfutbolista argentino que se desempeñaba como defensor.
El 13 de abril de 1941 formó parte del equipo de Estudiantes que empataría 6 a 6 con Atlanta, siendo uno de los partidos con más goles en el profesionalismo argentino.

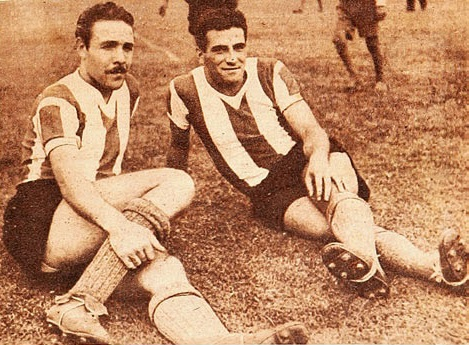
Saúl Ongaro y Eduardo Rodríguez Campeones Copa Escobar 1944

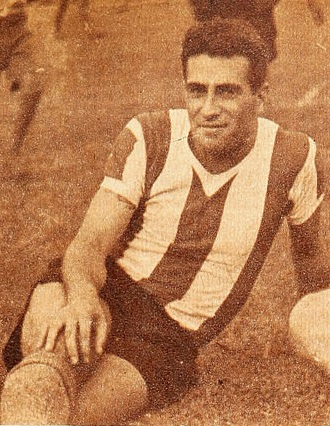
Eduardo Rodríguez en
Estudiantes de La Plata (1945)

## Clubes
| Club                      | País      | Año         | PJ  |
| ------------------------- | --------- | ----------- | --- |
| Union                     | Argentina | 1937 - 1938 |     |
| Estudiantes de La Plata   | Argentina | 1939 - 1944 | 158 |
| River Plate               | Argentina | 1945 - 1949 | 97  |
| Deportivo Cali            | Colombia  | 1950 - 1951 |     |
| Universitario de Deportes | Perú      | 1952        |     |
| Ciclista Lima             | Perú      | 1953 - 1954 |     |

## Palmarés
| # | Club                    | País      | Trofeo                        | Sede         | Año  |
| - | ----------------------- | --------- | ----------------------------- | ------------ | ---- |
| 1 | Unión                   | Argentina | Torneo Preparación            | Santa Fe     | 1937 |
| 2 | Unión                   | Argentina | Campeonato de Honor           | Santa Fe     | 1938 |
| 3 | Unión                   | Argentina | Campeonato Oficial            | Santa Fe     | 1938 |
| 4 | Estudiantes de La Plata | Argentina | Copa Adrián C. Escobar        | Buenos Aires | 1944 |
| 5 | River Plate             | Argentina | Primera División de Argentina | Buenos Aires | 1945 |
| 6 | River Plate             | Argentina | Copa Aldao                    | Buenos Aires | 1945 |
| 7 | Argentina               | Argentina | Copa América                  | Argentina    | 1946 |
| 8 | River Plate             | Argentina | Primera División de Argentina | Buenos Aires | 1947 |